# 梨状筋
梨状筋（りじょうきん、英語: piriformis muscle）は人間の仙骨の筋肉で股関節の外旋を行う。
数個の筋尖で仙骨の前面、前仙骨孔の外側および坐骨の大坐骨切痕の縁から起こり、大坐骨孔を通って大転子先端の内側面で終わる。
梨状筋と上双子筋、下双子筋、外閉鎖筋、内閉鎖筋、大腿方形筋はあわせて深層外旋六筋あるいは６外旋筋と呼ばれる。いずれも骨盤帯に付着しており、股関節を外旋させる。また、これらの筋は深層に位置するため触診はできない。
通常、坐骨神経は梨状筋と上双子筋の間を走っているが、梨状筋を貫くように走っている場合、梨状筋をはさむように走っている場合もある。

## 関連項目

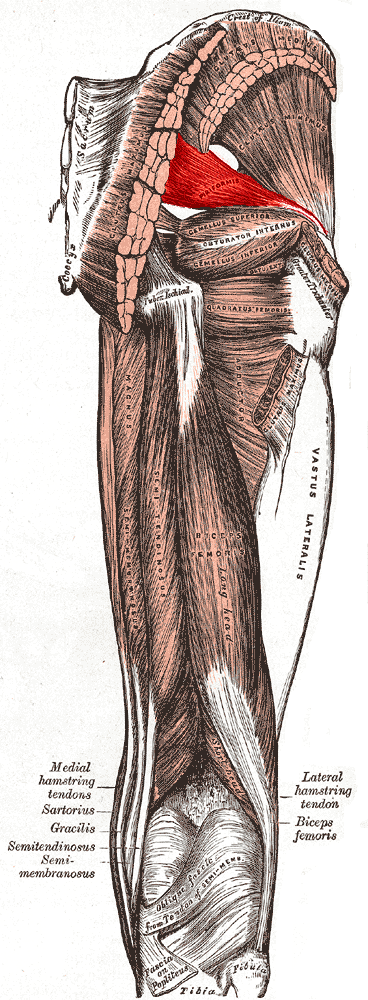
梨状筋